# Бугульминсько-Белебеївська височина
Бугульминсько-Белебеївська височина (рос. Бугульми́нско-Белебе́евская возвы́шенность)  — плоскоступенчата, вододільна височина (висота 200–400 м) у Приураллі, межиріччя річок Білої, Ками і Волги (в межах Татарстану, Башкортостану, Самарської і Оренбурзької області Росії).
Складена вапняками, пісковиками, алевролітами і глинами; зустрічаються карстові провалля і печери. Глибокі долини річок розчленовують височину на низку увалів.
Лісостепи і степи сильно змінені людиною - розорані.
На території Бугульминсько-Белебеївської височини розташовані декілька родовищ  нафти: Туймазінське, Усень-Іванівське, Шкаповське, Ромашкинське.
Рельєф ерозійний, розчленований річками (глибина врізання русла річок від 100 до 150 м).
Бугульминско-Белебєївська височина розташована в північно-лісостеповій, лісостеповій і південно-лісостеповій підзоні лісостепової провінції Високого Заволжя. У ландшафті характерне поєднання широколистяних (дуб), дрібнолистих (береза) і широколистяних-хвойних лісів з луговими степами. Присутні різнотравні степи з ковилою і кам'янисті степи з чагарниками з бобівника, вишні, терну, чилігі. Ландшафт з вертикальною диференціацією: вершини сиртів мають лісів більше сильніше, ніж пологі схили.